# Trnkov
Trnkov je obec na Slovensku v okrese Prešov. První písemná zmínka o obci pochází z roku 1330.

## Poloha
Obec leží na severním okraji Košické kotliny v údolí Trnkovského potoka. Odlesněný povrch je mírně zvlněný s nadmořskou výškou v rozmezí 285 až 376 m n. m., střed obce je ve výšce 305 m. Je tvořen flyšem a třetihorními usazeninami.
Obec sousedí s katastrálním územím na severu a východu s obcí Lada, na jihu s obcí Okružná, na západě s obcí Kapušany.

## Fotografie

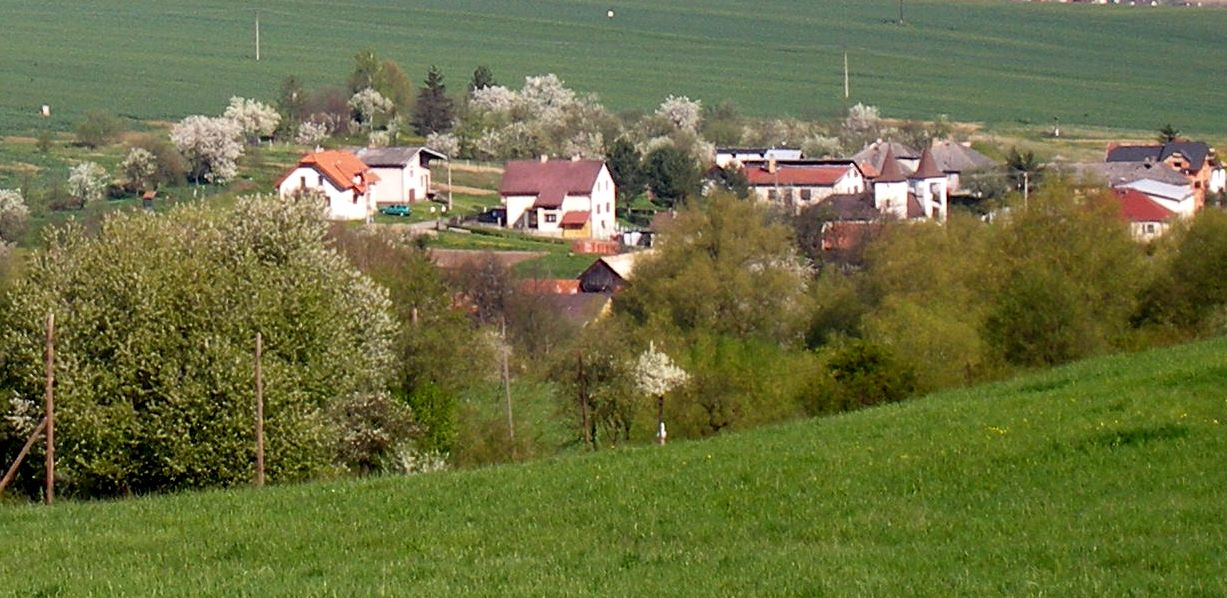
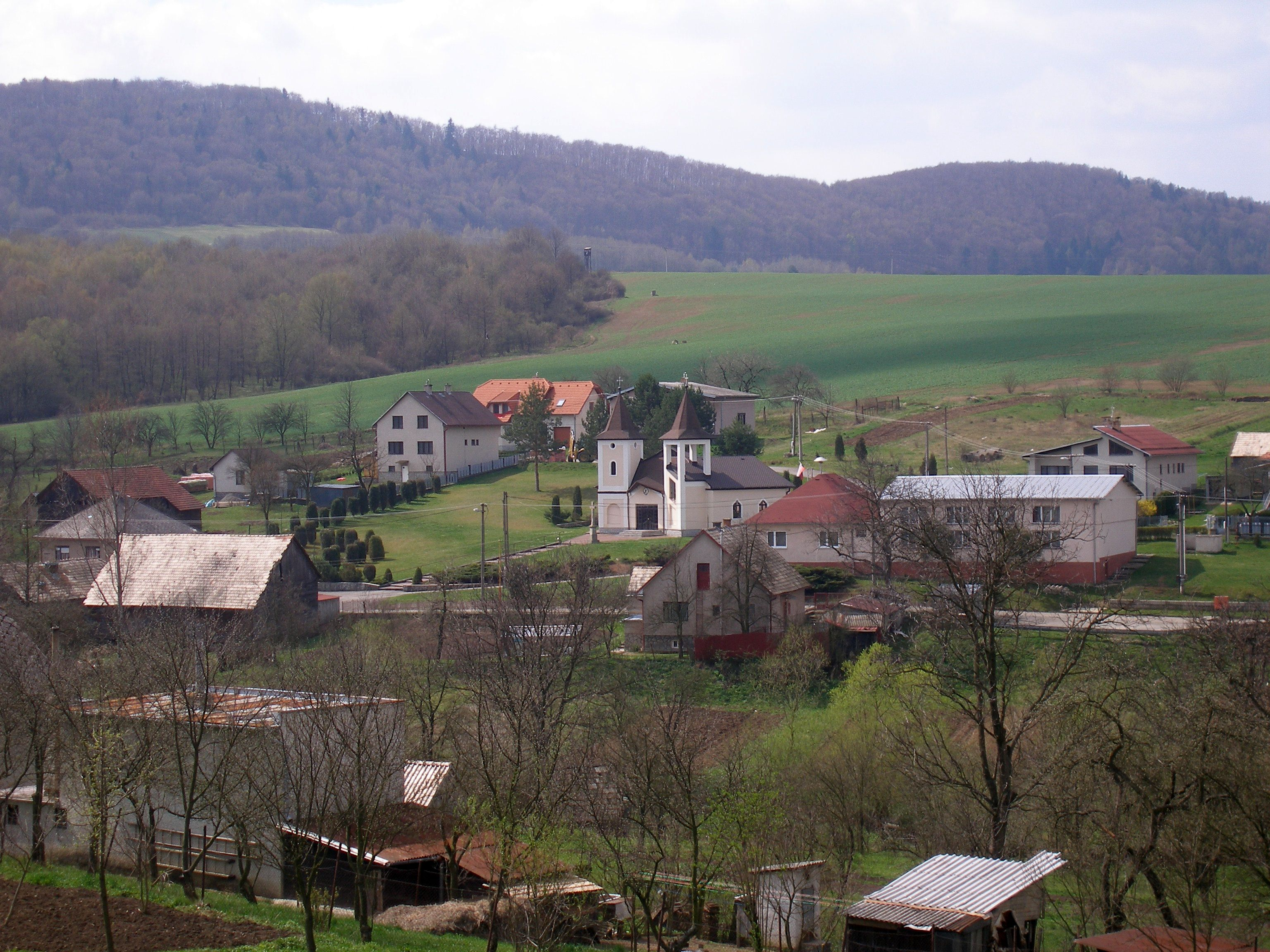
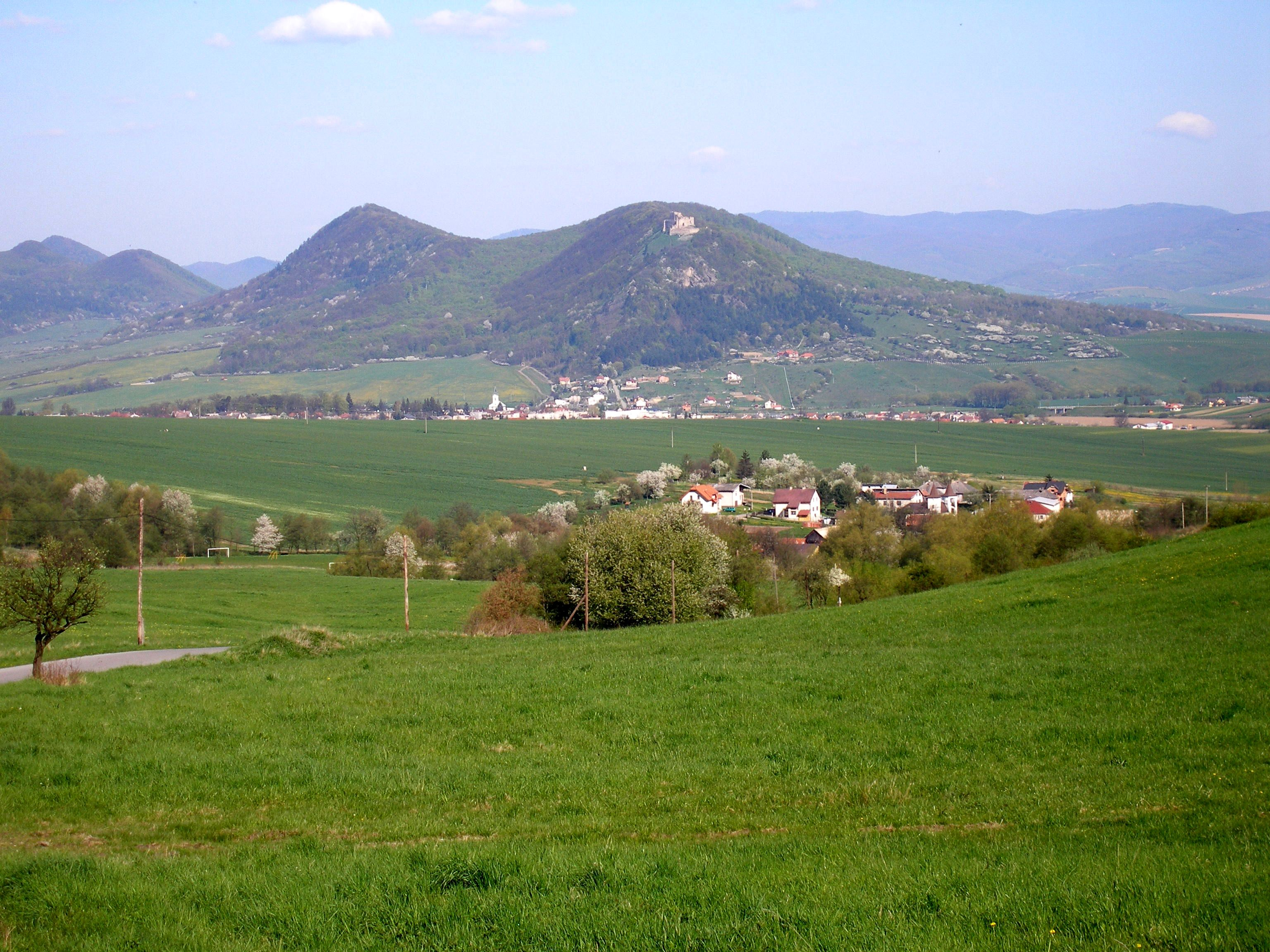